# رحمان‌آباد (کارواندر)
رحمان‌آباد روستایی در دهستان کارواندر بخش مرکزی شهرستان خاش استان سیستان و بلوچستان ایران است.

## جمعیت
بر پایه سرشماری عمومی نفوس و مسکن در سال ۱۳۹۵ جمعیت این روستا ۱۹۷ نفر (۵۰خانوار) بوده‌است.